# Cortina de Hierro

Europa dividida por la «cortina de hierro». Los países de la OTAN en azul, los miembros del Pacto de Varsovia en rojo, los no alineados en verde y países neutrales en gris (1988).

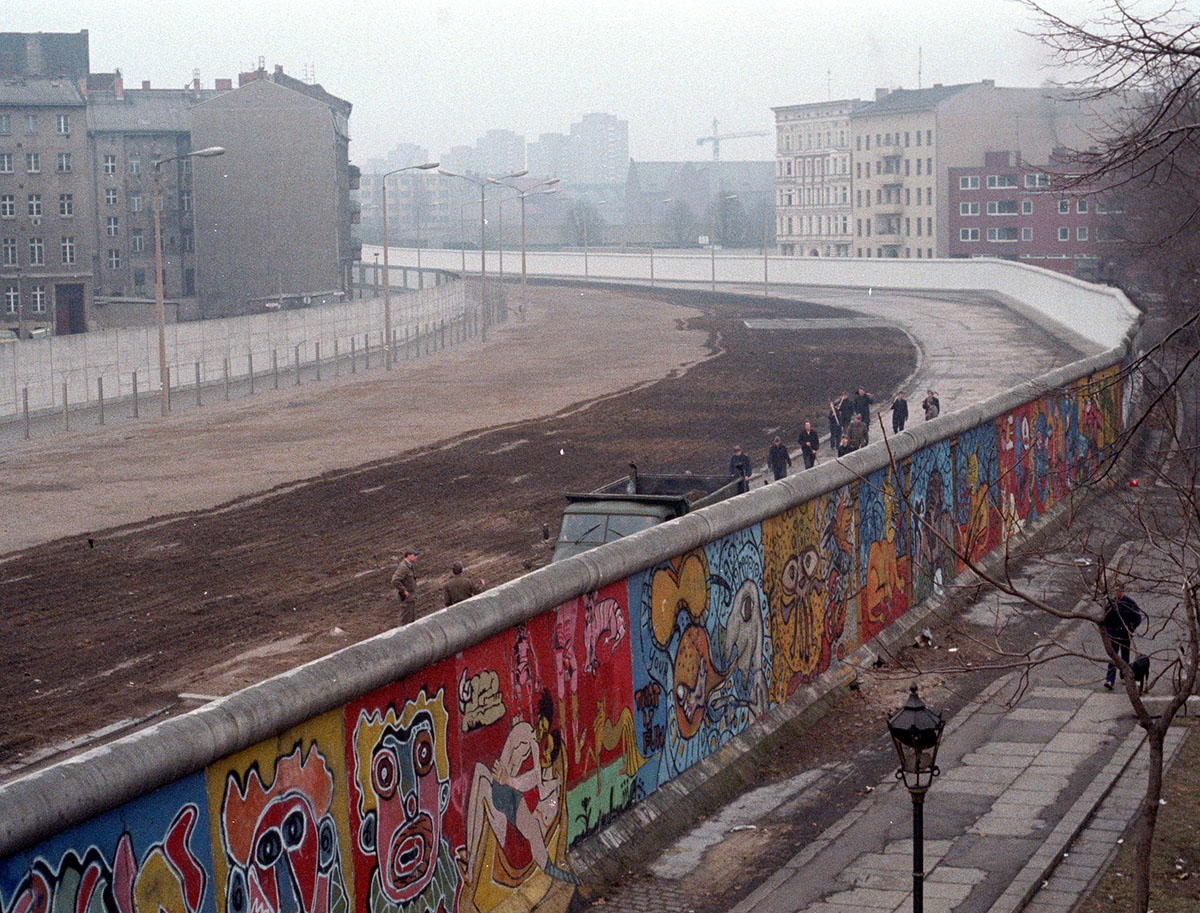
Muro de Berlín, el símbolo más famoso del Telón de Acero.

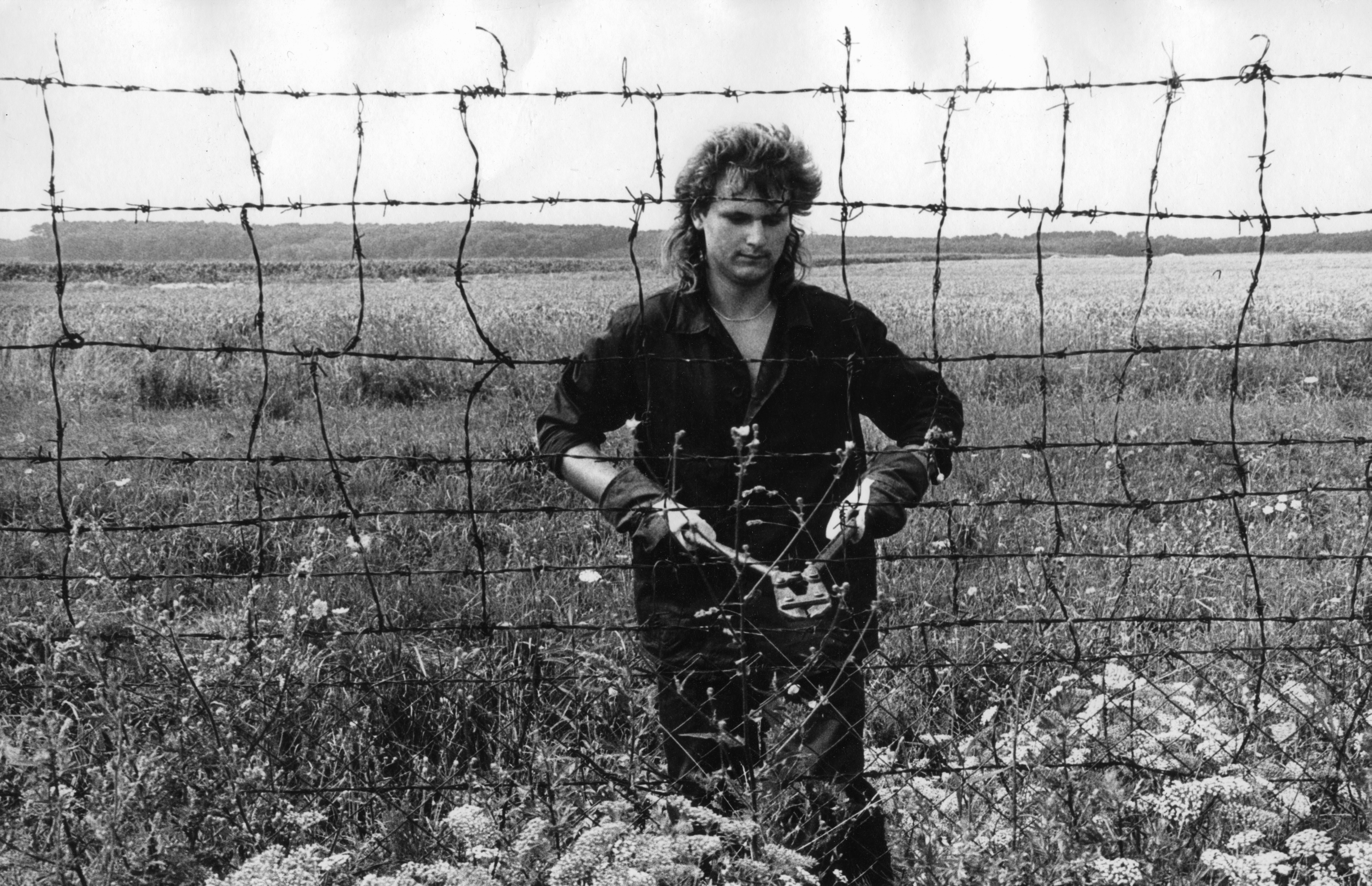
La abertura de la cortina de hierro entre Austria y Hungría como preludio de la caída del Muro de Berlín.

Los términos cortina de hierro y telón de acero son dos locuciones históricas que proviene de las expresiones Eiserner Vorhang (en alemán) y Iron Curtain (en inglés). Ambos hacen referencia a la frontera política, ideológica, y en algunos casos también física, entre la Europa Occidental (bloque capitalista) y Europa Oriental (bloque comunista), tras la Segunda Guerra Mundial.

## Origen
En Alemania, la locución fue usada por Joseph Goebbels, ministro de Propaganda nazi, y Lutz Schwerin von Krosigk, último canciller de Alemania antes de establecerse la Comisión Aliada de Control, en mayo de 1945. Goebbels declaró el 25 de febrero de 1945 en un artículo titulado «El Año 2000», en el periódico semanal Das Reich:

Si los alemanes bajan sus armas, los soviéticos, de acuerdo con el arreglo al que han llegado Roosevelt, Churchill y Stalin, ocuparán todo el este y el sudeste de Europa, así como gran parte del Reich. Un telón de acero (ein eiserner Vorhang) caerá sobre este enorme territorio controlado por la Unión Soviética, detrás de la cual las naciones serán degolladas. La prensa judía en Londres y Nueva York seguirá aplaudiendo probablemente.
Joseph Goebbels, Ministro de Propaganda del Tercer Reich

A su vez, Winston Churchill utilizó la versión inglesa de la expresión para referirse a la frontera física e ideológica que dividió a Europa en dos bloques después de la Segunda Guerra Mundial. Churchill popularizó la locución en una conferencia en Estados Unidos en 1946, cuando dijo:

Desde Stettin, en el Báltico, a Trieste, en el Adriático, ha caído sobre el continente (Europa) un telón de acero.
Winston Churchill

La frontera descrita por Churchill dividía a los Estados socialistas, encabezados política, económica y militarmente por la Unión Soviética, y los Estados capitalistas, alineados con los Estados Unidos.
El uso metafórico de la locución, en alemán, Eiserner Vorhang, se le atribuye primero a Goebbels en 1945. No obstante, es la expresión iron curtain utilizada por Winston Churchill, en 1946, la que más se conoce, entre otras consideraciones porque ya figuraba como locución en inglés al designar un telón metálico que, en caso de incendio, se usa como cortafuegos en los teatros. La primera «cortina de hierro» se instaló en 1794 en el teatro Drury Lane.
Aunque la traducción literal es «cortina de hierro», locución usada sobre todo en Hispanoamérica —por ejemplo, por el diplomático y estadista Alberto Lleras—, el Diccionario de la lengua española de la Real Academia Española solo recoge: «telón de acero». No obstante, los editores de esta última obra aclara que, aunque no incluyan cortina de hierro en su diccionario, «en España se traduce la expresión por “cortina de hierro” y “telón de acero”, pero la segunda está mucho más difundida».

## Después de la Segunda Guerra Mundial
La división también se hizo patente en dos sistemas militares contrapuestos, la Organización del Tratado del Atlántico Norte (1949) y el Pacto de Varsovia (1955), así como en las alianzas económicas, el Plan Marshall por un lado y el Consejo de Ayuda Mutua Económica por otro. Esta división en dos bloques enfrentados en sus concepciones políticas, militares y económicas dio lugar a la situación conocida como Guerra Fría (la cual se prolongaría hasta fines de la década de 1980).
De hecho, la mayoría de los países al este de la cortina de hierro se resignaron a ser satélites de la Unión Soviética, después de que, hacia el final de la Segunda Guerra Mundial, esta avanzase sobre los restos de la Europa hasta entonces ocupada por los nazis. Esta soberanía limitada o tutelada quedó confirmada por el sofocamiento del levantamiento germano-oriental de 1953, por la fallida revolución húngara de 1956 (que llevó al fusilamiento del líder reformista Imre Nagy en 1958) y por la invasión soviética de Checoslovaquia en 1968 (Primavera de Praga). En particular, después de producida esta última, el gobierno de Leonid Brézhnev elaboró la denominada doctrina Brézhnev, en la que se establece que «lo que afecta a un país socialista afecta al socialismo como un todo», la Unión Soviética se arrogaba el derecho de invadir militarmente cualquier país de su área de influencia en la Europa Oriental. El surgimiento del combativo sindicato polaco Solidaridad en 1980 tendió a confirmar el estado de tensión ideológica interna que se vivía detrás del «telón de acero».
Únicamente la RFS de Yugoslavia del mariscal Josip Broz “Tito” y la RPS de Albania de Enver Hoxha lograrían, aun teniendo sendos gobiernos marxistas, mantener una relativa independencia de la Unión Soviética. Ya en 1948, tan solo tres años después de finalizar la Segunda Guerra Mundial, Tito rompió con el régimen de Iósif Stalin. A pesar de haber proclamado su neutralidad frente a ambos bloques, el líder yugoslavo mantuvo una forma de gobierno socialista, argumentando que su “marxismo-leninismo era más puro que el soviético”[cita requerida]. Por su parte, el estalinista Hoxha lo hizo a partir de la década de 1960, después de que el por entonces nuevo premier soviético Nikita Jrushchov, a partir de su posteriormente famoso discurso secreto del 25 de febrero de 1956, comenzase a denunciar públicamente los excesos y crímenes cometidos en vida por Stalin. Ante esa nueva situación internacional, después de producido el cisma ideológico chino-soviético, el líder albanés decidió romper con la URSS y tomar partido por la China del entonces dirigente Mao Zedong.
Al oeste del telón de acero, Finlandia y Austria mantenían también una política de relativa neutralidad respecto a los bloques, buscando mantener relaciones cordiales con la Unión Soviética. En los medios de comunicación de algunos países occidentales, se acuñó el término de «finlandización» para describir, en sentido negativo, una política exterior que según dichos medios se acomodaba para servir a los intereses soviéticos.
El 19 de agosto de 1989 se celebró el Pícnic Paneuropeo por iniciativa de Hungría, siendo el primer paso para la caída del telón de acero. En este evento los húngaros y austríacos obviaron las fronteras soviéticas y se reunieron simbólicamente.

## Caída
Tras un periodo de estancamiento económico y político bajo Brezhnev y sus sucesores inmediatos, la Unión Soviética disminuyó su intervención en la política del Bloque del Este. Mijaíl Gorbachov (secretario general desde 1985) redujo la adhesión a la Doctrina Brézhnev, que sostenía que si el socialismo se veía amenazado en algún estado, los demás gobiernos socialistas tenían la obligación de intervenir para preservarlo, en favor de la "Doctrina Sinatra". También inició las políticas de glasnost (apertura) y perestroika (reestructuración económica). En 1989 se produjo una oleada de revoluciones en todo el Bloque del Este.
Ante el Muro de Berlín, el 12 de junio de 1987, Reagan desafió a Gorbachov a ir más lejos: "Secretario General Gorbachov, si busca la paz, si busca la prosperidad para la Unión Soviética y Europa del Este, si busca la liberalización, ¡venga a esta puerta! Sr. Gorbachov, ¡abra esta puerta! Sr. Gorbachov, derribe este muro".
En febrero de 1989, el politburó húngaro recomendó al gobierno dirigido por Miklós Németh desmantelar el telón de acero. Németh informó primero al canciller austriaco Franz Vranitzky. Después recibió una autorización informal de Gorbachov (que dijo "no habrá una nueva 1956) el 3 de marzo de 1989, el 2 de mayo del mismo año el gobierno húngaro anunció y comenzó en Rajka (en la localidad conocida como la "ciudad de las tres fronteras", en la frontera con Austria y Checoslovaquia) la destrucción del Telón de Acero. Para la relación pública, Hungría reconstruyó 200 m del telón de acero para que pudiera ser cortado durante una ceremonia oficial del ministro de Asuntos Exteriores húngaro, Gyula Horn, y el ministro de Asuntos Exteriores austriaco, Alois Mock, el 27 de junio de 1989, que tuvo la función de "llamar a la libertad a todos los pueblos europeos que siguen bajo el yugo de los regímenes nacional-comunistas".
Sin embargo, el desmantelamiento de las antiguas instalaciones fronterizas húngaras no abrió las fronteras, ni se eliminaron los estrictos controles anteriores, y el aislamiento por el Telón de Acero seguía intacto en toda su longitud. A pesar de desmantelar la valla, ya técnicamente obsoleta, los húngaros querían evitar la formación de una frontera verde aumentando la seguridad de la frontera o resolver técnicamente la seguridad de su frontera occidental de otra manera. Tras la demolición de las instalaciones fronterizas, los galones de los guardias fronterizos húngaros, fuertemente armados, se endurecieron y seguía habiendo orden de disparar.
En abril de 1989, la República Popular de Polonia legalizó la organización Solidaridad, que obtuvo el 99% de los escaños parlamentarios disponibles en junio. Estas elecciones, en las que los candidatos anticomunistas obtuvieron una sorprendente victoria, inauguraron una serie de revoluciones pacíficas anticomunistas en Central y Europa del Este  que finalmente culminó en la caída del comunismo.
La apertura de una puerta fronteriza entre Austria y Hungría en el Picnic Paneuropeo del 19 de agosto de 1989 puso entonces en marcha una reacción en cadena, al final de la cual ya no había RDA y el Bloque del Este se había desintegrado. La idea de abrir la frontera en una ceremonia partió de Otto von Habsburg y fue planteada por él a Miklós Németh, el entonces primer ministro húngaro, que promovió la idea. El propio Picnic Paneuropeo se desarrolló a partir de una reunión entre Ferenc Mészáros, del Foro Democrático Húngaro (MDF), y el presidente de la Unión Paneuropea. Otto von Habsburg, en junio de 1989. La organización local de Sopron se hizo cargo del Foro Democrático Húngaro, los demás contactos se realizaron a través de von Habsburg y el ministro de Estado húngaro Imre Pozsgay. Se hizo una amplia publicidad del pícnic previsto mediante carteles y octavillas entre los veraneantes de la RDA en Hungría. La Unión Paneuropea distribuyó miles de folletos invitando a un pícnic cerca de la frontera en Sopron. Los organizadores locales de Sopron no sabían nada de posibles refugiados de la RDA, pero pensaron en una fiesta local con participación austriaca y húngara. Más de 600 alemanes orientales que asistieron al "Picnic paneuropeo" en la frontera húngara rompieron el Telón de Acero y huyeron a Austria. Los refugiados atravesaron el telón de acero en tres grandes oleadas durante el pícnic bajo la dirección de Walburga Habsburg. Los guardias fronterizos húngaros habían amenazado con disparar a quien cruzara la frontera, pero llegado el momento no intervinieron y permitieron que la gente cruzara.
Fue el mayor movimiento de huida de Alemania Oriental desde la construcción del Muro de Berlín en 1961. Los patrocinadores del pícnic, Otto von Habsburg y el ministro de Estado húngaro Imre Pozsgay, que no estuvieron presentes en el acto, vieron el evento planeado como una oportunidad para poner a prueba la reacción de Mijaíl Gorbachov ante una apertura de la frontera del Telón de Acero. En particular, se examinó si Moscú daría a las tropas soviéticas estacionadas en Hungría la orden de intervenir. Tras el pícnic paneuropeo, Erich Honecker declaró en el  Daily Mirror  del 19 de agosto de 1989: "Habsburg distribuyó panfletos hasta Polonia, en los que se invitaba a los veraneantes de Alemania del Este a un picnic.  Cuando venían al picnic, se les daban regalos, comida y marcos alemanes, y luego se les convencía para que vinieran a Occidente". Pero, con el éxodo masivo durante el Picnic Paneuropeo, el posterior comportamiento vacilante del Partido Socialista Unificado de Alemania Oriental y la no intervención de la Unión Soviética, se rompieron los diques. Así se rompió el soporte del Bloque del Este. Entonces, decenas de miles de alemanes orientales informados por los medios de comunicación se dirigieron a Hungría, que ya no estaba dispuesta a mantener sus fronteras completamente cerradas ni a obligar a sus tropas fronterizas a utilizar la fuerza de las armas. Los dirigentes de la RDA en Berlín Oriental no se atrevieron a cerrar completamente las fronteras de su propio país.
En una sesión histórica celebrada entre el 16 y el 20 de octubre, el Parlamento húngaro aprobó una legislación que preveía elecciones parlamentarias multipartidistas y una elección presidencial directa.
La legislación transformó Hungría de República Popular en la República, garantizó los derechos humanos y civiles y creó una estructura institucional que aseguraba la separación de poderes entre las ramas judicial, legislativa y ejecutiva del gobierno. En noviembre de 1989, tras las protestas masivas en Alemania Oriental y la relajación de las restricciones fronterizas en Checoslovaquia, decenas de miles de habitantes de Berlín Oriental inundaron los puestos de control a lo largo del Muro de Berlín, cruzando a Berlín Occidental.

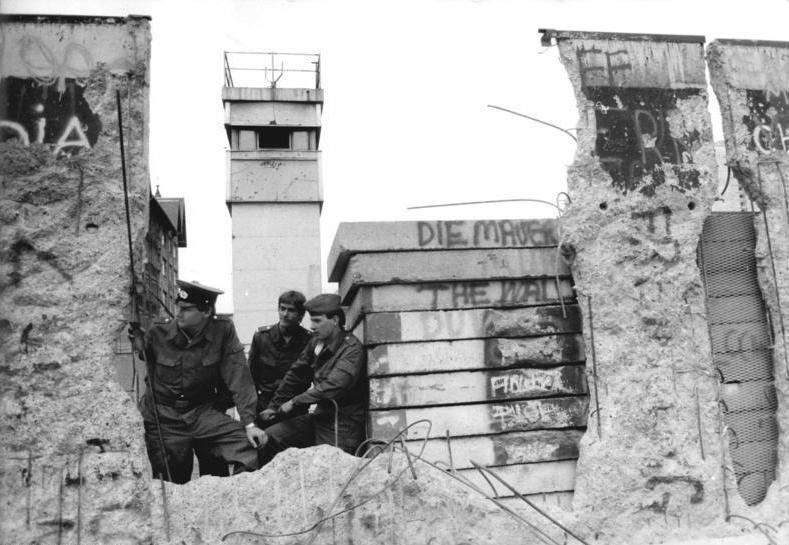
Muro de Berlín, desmantelamiento gradual.

En la República Popular de Bulgaria, al día siguiente de los cruces masivos a través del Muro de Berlín, el líder Todor Zhivkov fue derrocado. En la República Socialista Checoslovaca, tras las protestas de aproximadamente medio millón de checoslovacos, el gobierno permitió viajar a occidente y abolió las disposiciones que garantizaban al partido comunista gobernante su papel de liderazgo, lo que precedió a la Revolución de Terciopelo.
En la República Socialista de Rumanía, el 22 de diciembre de 1989, los militares rumanos se pusieron del lado de los manifestantes y se volvieron contra el gobernante comunista Nicolae Ceauşescu, que fue ejecutado tras un breve juicio tres días después. En la República Socialista Popular de Albania, el 3 de julio de 1990 entró en vigor un nuevo paquete de normas que daba derecho a todos los albaneses mayores de 16 años a poseer un pasaporte para viajar al extranjero. Mientras tanto, cientos de ciudadanos albaneses se congregaron en torno a las embajadas extranjeras para solicitar asilo político y huir del país.
El Muro de Berlín permaneció oficialmente vigilado después del 9 de noviembre de 1989, aunque la frontera interalemana había dejado de tener sentido. El desmantelamiento oficial del Muro por parte de los militares de Alemania Oriental no comenzó hasta junio de 1990. El 1 de julio de 1990, día en que Alemania Oriental adoptó la moneda alemana occidental, cesaron todos los controles fronterizos y el canciller de Alemania Occidental Helmut Kohl convenció a Gorbachov de que abandonara las objeciones soviéticas a una Alemania reunificada dentro de la OTAN a cambio de una importante ayuda económica alemana a la Unión Soviética.